# Liste von Leuchttürmen in der Ukraine
Die Liste von Leuchttürmen in der Ukraine stellt nur eine willkürliche Auswahl dar. Es gibt an der Küste und in Binnengewässern insgesamt etwa 150 Leuchtfeuer.

## Leuchttürme

### Militärische Besetzung
Durch die völkerrechtswidrige Annexion der Krim 2014 und dem Russisch-Ukrainischen Krieg verbunden mit dem Russischen Überfall auf die Ukraine seit 2022 befinden sich sämtliche Leuchttürme der Krim, des Dnipro-Bug-Liman und im Asowschen Meer unter russischer Besatzung. Damit sind die technischen und operativen Daten unklar.
|  | Krim |

|  | Krim |

|  | Krim |

|  | Krim |

|  | Oblast Saporischschja |

🢁 Oberfeuer (hinten) ⊙ Mittelfeuer 🢃 Unterfeuer (vorne)

⮞ Ost ⮟ Süd ⮜ West ⮝ Nord